# Desmanthus illinoensis
Desmanthus illinoensis är en ärtväxtart som först beskrevs av André Michaux, och fick sitt nu gällande namn av Macmill. Desmanthus illinoensis ingår i släktet Desmanthus och familjen ärtväxter. Inga underarter finns listade i Catalogue of Life.

## Bildgalleri

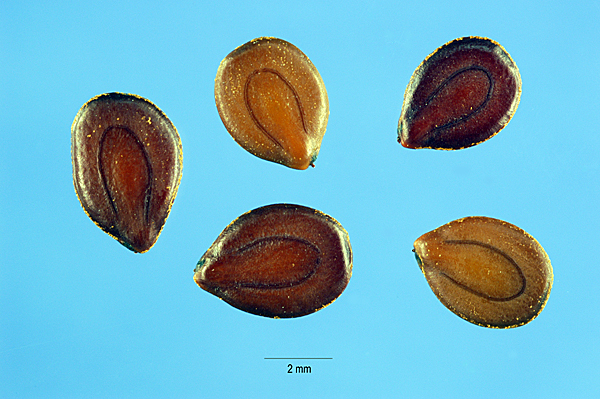
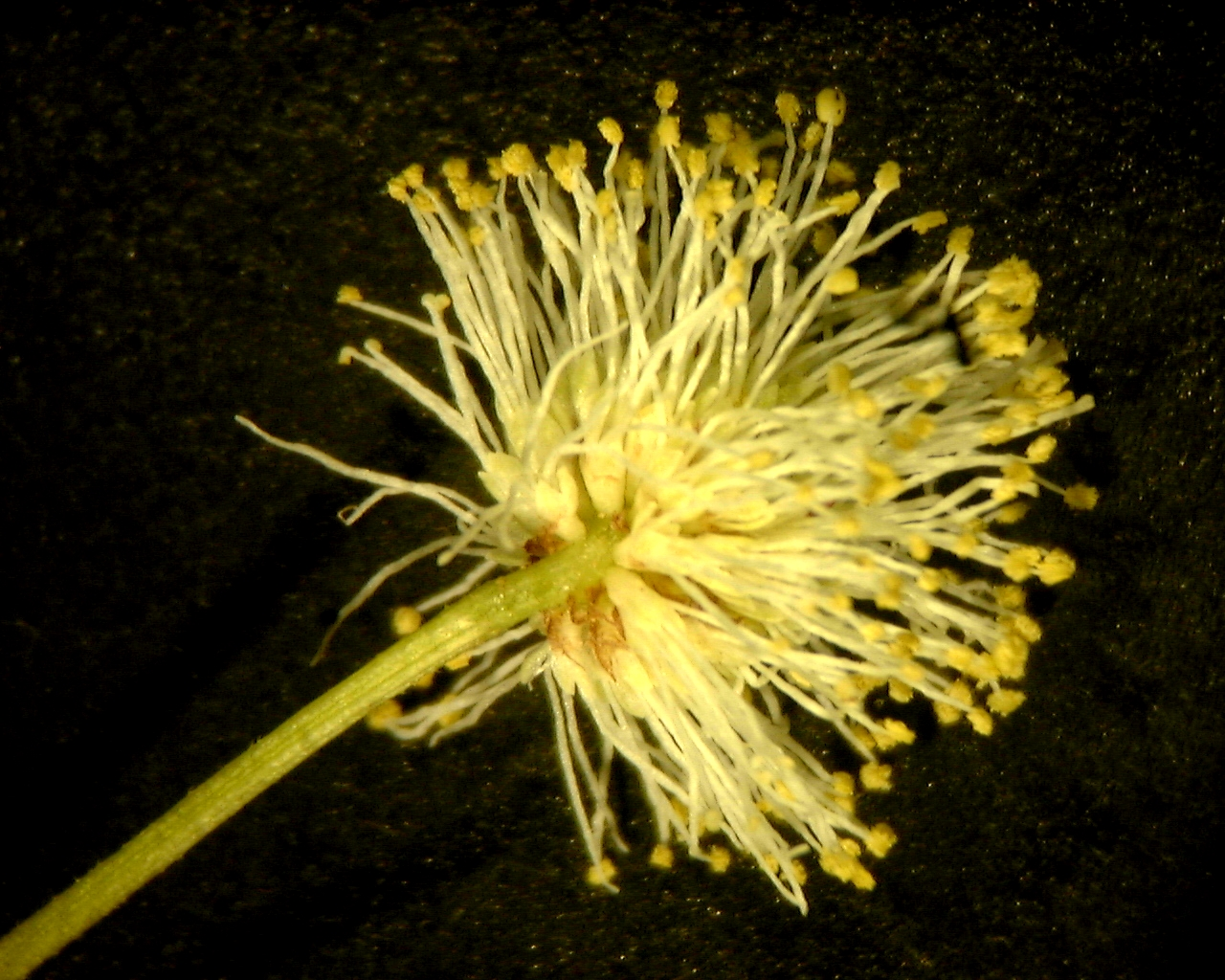
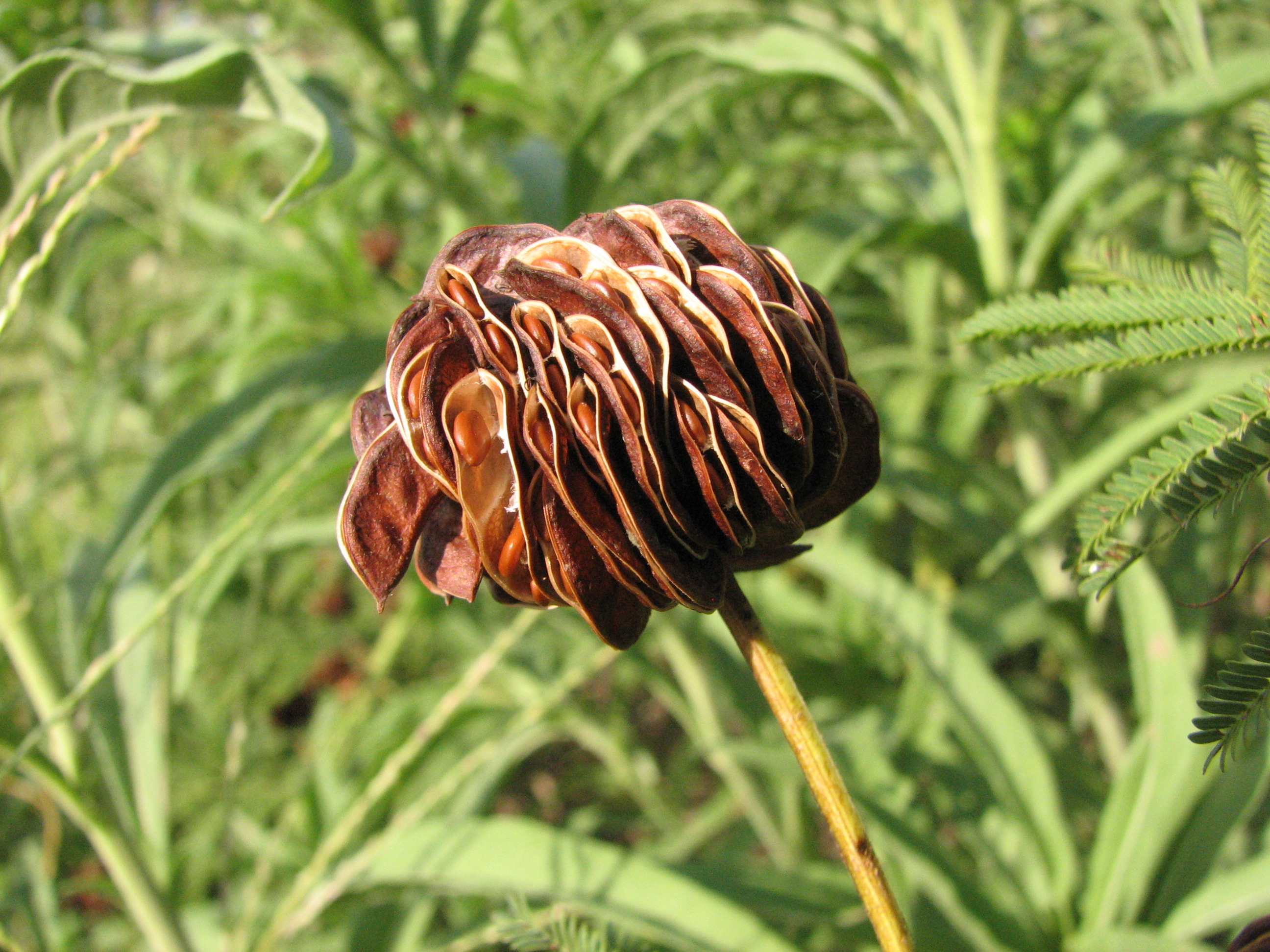
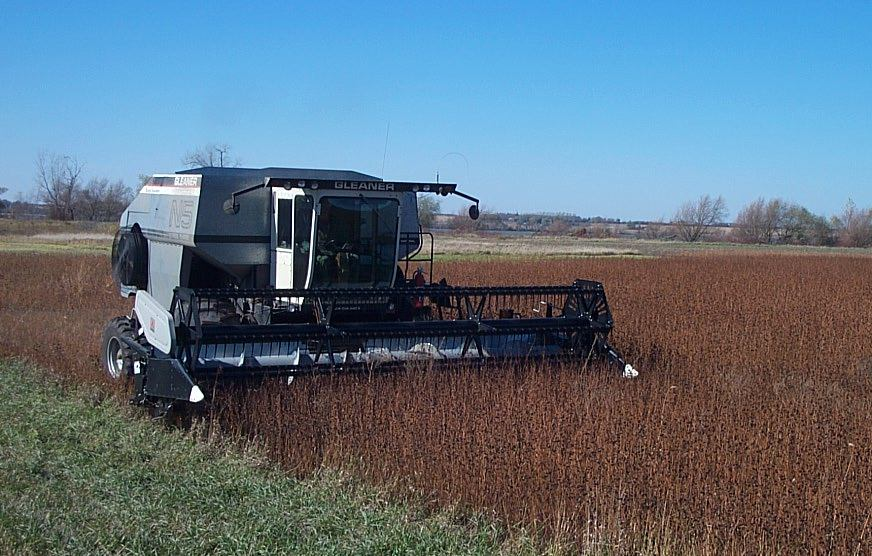
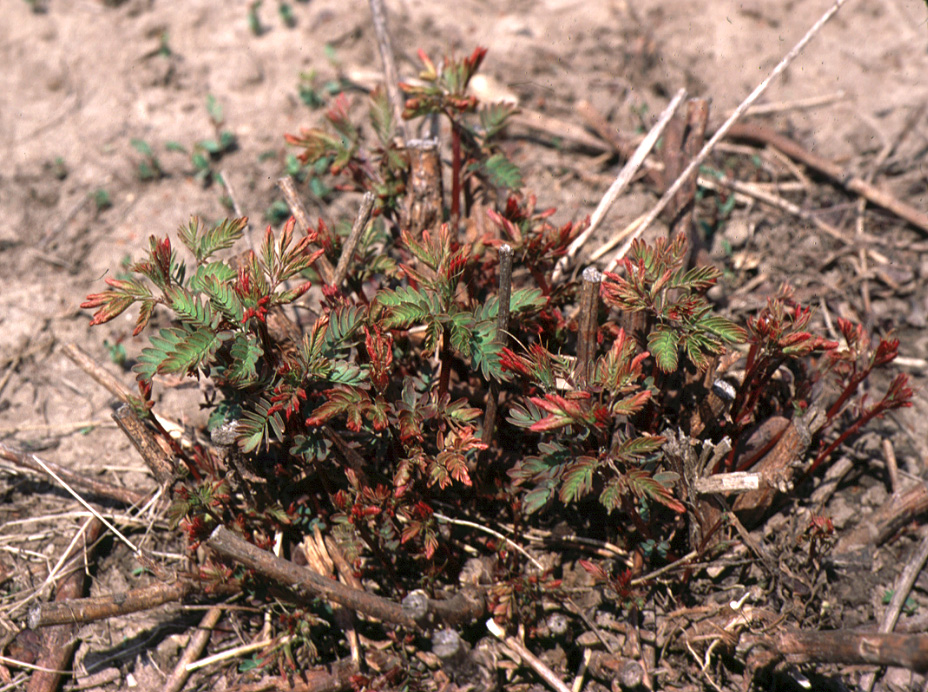